# Station Ozorków Centralny
Station Ozorków Centralny is een spoorwegstation in de Poolse plaats Ozorków.